# Cabo Nombre
Cabo Nombre är en udde i Argentina.   Den ligger i provinsen Eldslandet, i den södra delen av landet, 2 200 km söder om huvudstaden Buenos Aires.
Terrängen inåt land är platt. Havet är nära Cabo Nombre åt nordost. Trakten är glest befolkad.
Trakten runt Cabo Nombre består i huvudsak av gräsmarker.